# Justicia ixodes
Justicia ixodes är en akantusväxtart som beskrevs av Emery Clarence Leonard. Justicia ixodes ingår i släktet Justicia och familjen akantusväxter. Inga underarter finns listade i Catalogue of Life.